# WARP (azienda)
WARP è stata un'azienda giapponese produttrice di videogiochi. Fondata nel 1994 da Kenji Eno, ha sviluppato D (1995) e Enemy Zero (1996). Nel 2000 l'azienda ha cambiato nome in Superwarp, cessando le attività nel 2005.